# Station La Ferté-Macé
Station La Ferté-Macé is een spoorwegstation in de Franse gemeente La Ferté-Macé. Het station is gesloten.